# Soldadera

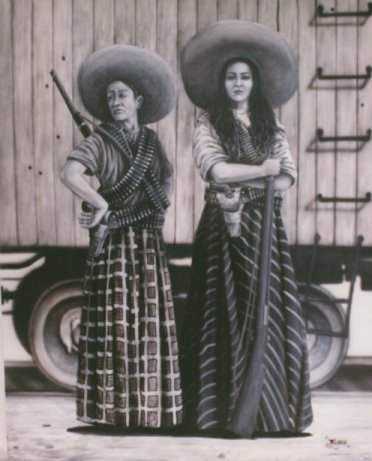
Soldaderas revolucionarias.

Una soldadera, también conocida como adelita, fue una mujer involucrada en la Revolución mexicana, luchando o acompañando a los soldados. El rol de la soldadera en la revolución variaba. Las soldaderas luchaban o trabajaban como cocineras o enfermeras.
 

La escritora Katya Maldonado Tavillo dice que 
“...sin ellas los soldados no hubieran comido ni dormido ni peleado”.
Cabe destacar que el mito de la soldadera como mujer exclusivamente luchadora no es totalmente cierto. Es decir que la mayor cantidad de soldaderas no peleaban, aunque seguían a los campos de soldados. Hubo una gran cantidad de soldaderas que peleaban, y algunas se hicieron famosas, como Petra Herrera, Beatriz González Ortega y Angela Jiménez. Vale notar que mientras que las soldaderas podían pelear si querían, sus roles más comunes consistían en proteger a sus maridos y a sus familias de enfermedades y del hambre.
Las soldaderas también representaron un cambio en las identidades femeninas. Las mujeres hacían tareas consideradas masculinas y después de la revolución, principalmente en las décadas del veinte y del treinta del siglo XX, la gente en México tuvo un cambio social de género.

## Soldaderas famosas

### Petra Herrera
Petra Herrera, como otras revolucionarias, se disfrazó de hombre al principio de su carrera. Su nombre masculino fue Pedro Herrera, y a causa de fingir ser hombre en la tropa de Pancho Villa, adquirió fama y reputación de guerrero fuerte y de líder. Después de crear esa fama, pudo revelar que era mujer y aun así siguió luchando. En la batalla de Torreón en 1914, tomó gran parte del éxito junto a otras cuatrocientas mujeres. A pesar de ser una combatiente experta, no recibió reconocimiento por parte de Villa, y es posible que por eso abandonara las tropas villistas y creara su propia tropa de soldaderas, integrada solo por mujeres. Las estimaciones de soldaderas en su tropa van desde veinticinco hasta mil mujeres. Petra se hizo aliada de Carranza y quería tener el título de General, pero no lo obtuvo. Jesús Agustín Castro le dio el título de Coronel, pero su tropa de mujeres se disolvió. Herrera se convirtió en una espía para los carrancistas, y eventualmente fue asesinada cuando trabajaba de camarera en Jiménez.

### Beatriz González Ortega
Fue enfermera de las tropas de Pancho Villa durante la revolución. Era profesora en una escuela en Zacatecas y cuando Villa atacó la ciudad en 1914, ella convirtió la escuela en un hospital. González cuidaba tanto a las tropas federales como a las villistas. Para proteger a los federales que cuidaba, quemaba sus uniformes. Cuando Villa se dio cuenta, las torturó a ella y a su compañera pero ninguna de las dos entregó federales a las tropas de Villa.

### Angela Jiménez
Angela Jiménez fue otra mujer que se disfrazó de hombre para formar parte de las tropas. Ella luchaba con los rebeldes porque su hermana se murió durante un ataque por los federales en la ciudad que vivía. Era una combatiente pero también hacía varias cosas para ayudar a la causa. Se hizo Teniente en las tropas de Carranza. Pudo escapar de la cárcel varias veces vistiendo ropa de mujer.

## El rol de la soldadera
El rol de la soldadera variaba mucho. Mientras muy pocas eran combatientes, otras se dedicaban a actividades domésticas, proveyendo voluntariamente e involuntariamente comida, servicios sexuales y cuidando a los niños. Esa responsabilidad era muy dura y de gran importancia. A veces las mujeres tenían que cocinar mientras el tren paraba para poder asegurar que habría comida todo el tiempo. Muchas mujeres acompañaron a las tropas porque querían ir con su familia o con su marido. Por otra parte, una gran cantidad de mujeres fueron secuestradas de sus hogares y luego forzadas a participar en la guerra, muchas veces como prostitutas.
Las responsabilidades de la mujer no eran limitadas a actividades domésticas. Había muchas mujeres que peleaban al lado de los soldados, incluso algunas tropas fueron dirigidas por ellas, algunas soldaderas servían como líderes del campo de tropas. En la época de la revolución, se pensaba que las mujeres eran inocuas, por lo tanto no eran detenidas cuando viajaban por México, algunos revolucionarios se aprovechaban de eso al asignarles el trabajo de llevar provisiones por el país, comúnmente municiones.

## Roles de géneros
El rol de la mujer mexicana cambió durante la Revolución y esto tuvo implicaciones duraderas en la cultura popular. Durante la guerra, había una distinción entre las soldaderas que cocinaban y las que luchaban. 

Salas destaca eso:
For many Mexicans the soldaderas were fierce fighters for justice; for others, they were little more than miserable camp followers. 
La traducción: Para muchos mexicanos, las soldaderas fueron luchadoras feroces de la justicia; para otros, no eran otra cosa que unas pobres arrastradas del campo.
Las soldaderas mostraron fortaleza y capacidad cuando trabajaban con los soldados. Similar a las mujeres de los Estados Unidos después de la Segunda Guerra Mundial, las soldaderas no podían tener los roles de género del pasado. Por esta razón, muchos hombres empezaron a llamarlas mujeres marimachas.
En el artículo A Threat to a Nation, Ruiz Alfaro describe dos tipos de soldaderas en la literatura revolucionaria: la buena y la mala. En Los de abajo, una novela revolucionaria muy famosa de Mariano Azuela, la soldadera buena, Camila, sólo apoya su esposo, cocinando, limpiando, lavando, y completando otras labores útiles. La soldadera mala, La Pintada, es agresiva, violenta, y muy franca igual que los soldados.

Volante impreso del corrido de la llegada de la soldadera al cuartel.

## Corridos
Los corridos son canciones narrativas. Estas canciones son baladas fáciles de componer y usan un lenguaje simple. Los corridos fueron muy populares durante el periodo revolucionario y soldados los crearon para pasar el tiempo y divertirse. Los corridos a menudo tratan de opresión, de historia, y de amor. Tratan de eventos grandes, especialmente los héroes y rebeldes.

### Adelita
La Adelita es el corrido más famoso sobre las soldaderas. Un pasaje:

Si Adelita se fuera con otro

la seguiría por tierra y por mar.

Si por mar en un buque de guerra

Si por tierra en un tren militar.

Adelita, por Dios te lo ruego,

calma el fuego de esta mi pasión,

porque te amo y te quiero rendido

y por ti sufre mi fiel corazón.
Este corrido trata del amor entre un hombre y una mujer llamada Adelita. Adelita se volvió un símbolo de la Revolución Mexicana y de las soldaderas. Los corridos honraban a las soldaderas y muchas veces representan las dos caras de la soldadera: alguien quien lucha por sus derechos pero a la vez es un objeto de deseo. La masculinidad de ellas amenazaba la masculinidad de los hombres y los roles tradicionales de géneros. La cultura popular en esa época muestra líneas confusas de los roles de género para las mujeres. La confusión aumentó después de la guerra cuando México buscaba las identidades que quedarían bien en la cultura posrevolucionaria.